# Сёренсен, Биргитта Йорт
Биргитта Йорт Сёренсен (дат. Birgitte Hjort Sørensen; род. 16 января 1982, Хиллерёд, Фредериксборг) — датская актриса.

## Биография
Биргитта Йорт Сёренсен родилась 16 января 1982 года в городе Хиллерёд, Дания. Училась в датской национальной театральной школе.
Начала карьеру актрисы в 2005 году с эпизодической роли в датском телесериале «Орёл: Криминальная одиссея». С 2010 по 2013 год и в 2022 году снималась в сериале «Правительство».
В 2012 году снялась в роли Марии Крёйер в фильме «Жена художника». В 2014 году появилась в роли Рэйчел Вокан в фильме «Страховщик».
В 2015 году сыграла солистку акапелла-группы в фильме «Идеальный голос 2», а также снялась в одном из эпизодов сериала «Игра престолов».
В 2016 году сыграла в сериале «Винил».

## Личная жизнь
Состоит в отношениях с продюсером и сценаристом Кристианом Ладегаардом Педерсеном, у них есть дочь.

## Фильмография
| Год       |     | Русское название                | Оригинальное название                | Роль                              |
| --------- | --- | ------------------------------- | ------------------------------------ | --------------------------------- |
| 2005      | с   | Орёл: Криминальная одиссея      | Ørnen: En krimi-odyssé               | секретарь                         |
| 2006      | кор | Три лета                        | Tre somre                            | Нанна                             |
| 2007      | кор | Каноэ                           | Canoe                                | девушка                           |
| 2007      | кор | Объятия                         | Knus                                 | Лотте                             |
| 2008      | кор | Альянс                          | Alliancen                            | девушка                           |
| 2008      | кор | Похороны                        | Begravelsen                          | девушка                           |
| 2008      | ф   | Кандидат                        | Kandidaten                           | Сара                              |
| 2008      | ф   | Майор и Чарли                   | Maj & Charlie                        | Сидси                             |
| 2008      | с   | Аня и Виктор — Взлеты и падения | Anja & Viktor — I medgang og modgang | Регитце                           |
| 2009      | ф   | На краю света                   | Ved verdens ende                     | Беате                             |
| 2010      | ф   | Правда о мужчинах               | Sandheden om mænd                    | подруга сына владельца            |
| 2010—2022 | с   | Правительство                   | Borgen                               | Катрин Фонсмарк                   |
| 2011      | ф   | Кругом любовь                   | Magi i luften                        | подруга Никласа Равнса            |
| 2011      | ф   | Жюли                            | Julie                                | Жюли                              |
| 2012      | ф   | Жена художника                  | Marie Krøyer                         | Мария Крёйер                      |
| 2013      | с   | Песчаник 42                     | Bluestone 42                         | Астрид                            |
| 2013      | с   | Мисс Марпл Агаты Кристи         | Agatha Christie's Marple             | Грета                             |
| 2014      | ф   | Кориолан                        | National Theatre Live: Coriolanus    | Виргилия                          |
| 2014      | ф   | Дурацкое дело нехитрое          | Kraftidioten                         | Мерит                             |
| 2014      | ф   | Кого ты любишь                  | En du elsker                         | Джули                             |
| 2014      | с   | Убийства в Мидсомере            | Midsomer Murders                     | Анна                              |
| 2014      | кор | Газовщик                        | The Gas Man                          | Миа                               |
| 2014      | ф   | Страховщик                      | Autómata                             | Рэйчел Вокан                      |
| 2015      | с   | Игра престолов                  | Game of Thrones                      | Карси                             |
| 2015      | ф   | Идеальный голос 2               | Pitch Perfect 2                      | Комиссар. Солистка коллектива DSM |
| 2015      | ф   | Лето '92                        | Sommeren '92                         | Мина Вильфорт                     |
| 2016      | с   | Винил                           | Vinyl                                | Ингрид                            |
| 2017      | ф   | Три условия                     | 3 Ting                               | Камилла                           |
| 2018      | с   | Серая зона                      | Greyzone                             | Виктория                          |
| 2023      | ф   | Преисподняя 2                   | Underverden II                       | Хелль                             |

## Награды и номинации
- 2010 — номинация на премию «Zulu Awards» в категории «Лучшая актриса» («На краю света»).
- 2010 — номинация на премию «Роберт» в категории «Лучшая актриса» («На краю света»).
- 2013 — номинация на премию «Golden Nymph» телевизионного фестиваля в Монте-Карло в категории «Лучшая актриса драматического сериала» («Правительство»).
- 2013 — номинация на премию «Роберт» в категории «Лучшая актриса» («Жена художника»).
- 2014 — номинация на премию «Роберт» в категории «Лучшая актриса телесериала» («Правительство»).
- 2014 — номинация на премию «Zulu Awards» в категории «Лучшая актриса» («Правительство»).
- 2015 — номинация на премию «Бодиль» в категории «Лучшая актриса второго плана» («Кого ты любишь»).
- 2018 — номинация на премию «Kristallen» в категории «Лучшая актриса» («Серая зона»).
- 2023 — номинация на премию «Роберт» в категории «Лучшая актриса второго плана в телесериале» («Правительство»).